# Péter Vida

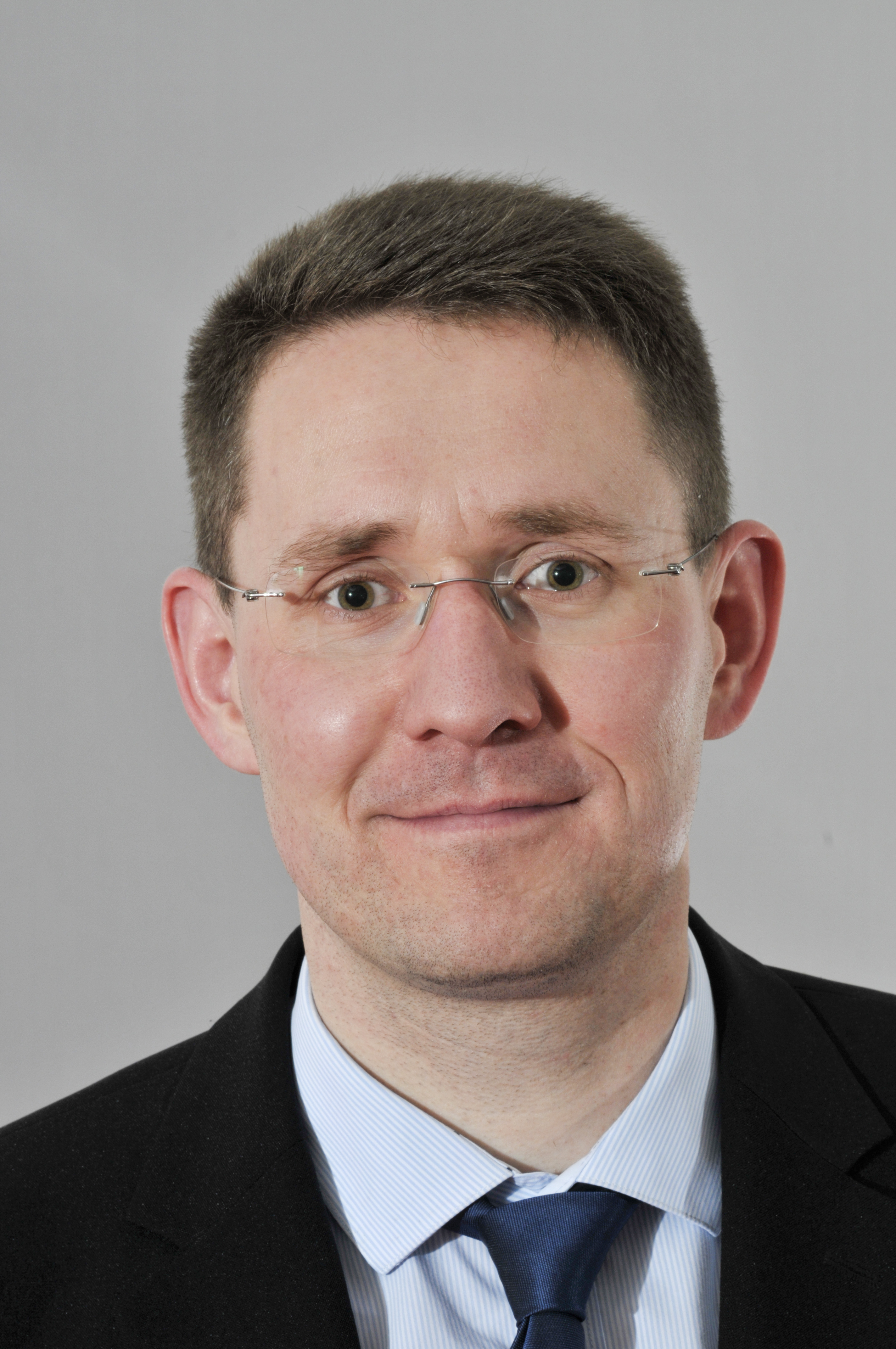
Péter Vida, 2016

Péter Vida ([ˈviːda], * 18. Dezember 1983 in Schwedt/Oder) ist ein deutscher Politiker (BVB/Freie Wähler). Von 2014 bis 2024 war er Mitglied des Landtages Brandenburg. Seit Juli 2024 ist er Vorsitzender der Stadtverordnetenversammlung Bernau.

## Leben
Nach der Geburt in Schwedt/Oder zog Péter Vida mit vier Jahren mit seiner Familie nach Nagykanizsa (Ungarn). Seit 1994 lebt er in Bernau bei Berlin, wo er am Paulus-Praetorius-Gymnasium das Abitur ablegte. Er studierte an der Freien Universität Berlin Rechtswissenschaft, absolvierte am Brandenburgischen Oberlandesgericht sein Rechtsreferendariat und ist seit 2010 als Rechtsanwalt zugelassen.
Péter Vida ist ledig und römisch-katholisch. Er besitzt neben der deutschen auch die ungarische Staatsbürgerschaft.

## Politik
Vida ist seit den Kommunalwahlen 2003 als Stadtverordneter und Vorsitzender der Fraktion „BVB/Freie Wähler Bernau“ (bis September 2017 „Unabhängige Fraktion“) in der Stadtverordnetenversammlung Bernau vertreten. 2004 wurde er aus der CDU ausgeschlossen, da er bei dieser Wahl mit einer eigenen Liste gegen die CDU kandidiert hatte. Bei den Wahlen im Jahr 2008, 2014, 2019 und 2024 wurde er im Landkreis Barnim in den Kreistag gewählt, wo er seitdem Vorsitzender der Fraktion Brandenburger Vereinigte Bürgerbewegungen / Freie Wähler ist. Am 21. September 2011 wurde Vida zudem zum Landesvorsitzenden der politischen Vereinigung BVB/Freie Wähler gewählt. Zuletzt wurde er von der Landesmitgliederversammlung am 23. März 2025 mit 88,5 % der Stimmen als Landesvorsitzender bestätigt.
Bei der Wahl des Beirates für Migration und Integration des Landkreises Barnim im Jahr 2011 wurde der von Péter Vida initiierte Wahlvorschlag Allianz Unabhängiger MigrantInnen mit 45,4 % der abgegebenen Stimmen stärkste Liste. In der konstituierenden Sitzung des Beirats für Migration und Integration wurde Vida zum Vorsitzenden im Landkreis Barnim und zum Vertreter im Migrations- und Integrationsrat des Landes Brandenburg gewählt und im Dezember 2014 in dieser Funktion bestätigt. Seit Juni 2012 ist Vida zudem der Vertreter Brandenburgs im Bundeszuwanderungs- und Integrationsrat. Bei der Wahl im Jahr 2017 gewann die Liste Allianz Unabhängiger MigrantInnen die Wahl des Beirates für Migration und Integration im Landkreis Barnim mit 73 % der Stimmen und erzielte 7 von 9 Sitzen. In der konstituierenden Sitzung des Gremiums wurde Vida einstimmig als Vorsitzender wiedergewählt. Vida trat im Dezember 2024 nicht mehr zur Wahl des Beirats für Migration und Integration an.
Vida trat bei den Brandenburger Landtagswahlen 2009 und 2014 im Landtagswahlkreis Barnim II an. Für die Wahl 2014 kandidierte er außerdem für BVB/Freie Wähler auf Platz 3 der Landesliste. Weil sein Parteifreund Christoph Schulze ein Direktmandat gewann, zog die Wählervereinigung aufgrund der in Brandenburg gültigen Grundmandatsklausel mit drei Abgeordneten, darunter Vida, in den Landtag Brandenburg ein. Hier war Vida ab Dezember 2014 Mitglied des Hauptausschusses.
Bei den Kommunalwahlen am 26. Mai 2019 trat Vida als Spitzenkandidat von BVB/Freie Wähler in Bernau an. Mit 21,5 % bzw. 8 Sitzen wurde die Liste erstmals stärkste Kraft in der Stadtverordnetenversammlung.
Bei der Landtagswahl 2019 trat Vida als Spitzenkandidat von BVB/Freie Wähler an und errang
das Direktmandat im Landtagswahlkreis Barnim II. Bei den Kommunalwahlen vom 9. Juni 2024 konnte BVB/Freie Wähler mit 22,1 % der Stimmen bzw. 8 Sitzen den Status als stärkste Fraktion in der Stadtverordnetenversammlung Bernau verteidigen. In der konstituierenden Sitzung am 4. Juli 2024 wurde Vida einstimmig zum Vorsitzenden der Stadtverordnetenversammlung Bernau gewählt.
Bei der Landtagswahl 2024 trat Vida erneut als Spitzenkandidat von BVB/Freie Wähler und als Kandidat im Landtagswahlkreis Barnim II an. Inhaltliche Forderungen waren unter anderem die Umsetzung des 10-Minuten-Taktes der S-Bahn-Linie 2 sowie der Bau einer Ortsumgehungsstraße um Bernau. Es gelang ihm jedoch nicht, sein 2019 gewonnenes Direktmandat zu verteidigen. Da seine Partei weder weitere Direktmandate gewinnen konnte noch die 5 %-Hürde übersprang, schied Vida aus dem Landtag aus.